# Parioli Challenger 1981
Il Parioli Challenger 1981 è stato un torneo di tennis facente parte della categoria ATP Challenger Series nell'ambito dell'ATP Challenger Series 1981. Il torneo si è giocato a Parioli in Italia dal 27 aprile al 3 maggio 1981 su campi in terra rossa.

## Vincitori

### Singolare
Alejandro Pierola ha battuto in finale  Corrado Barazzutti con il punteggio di 6–4, 3–6, 6–4

### Doppio
Henri Leconte /  Gilles Moretton hanno battuto in finale  Florin Segărceanu /  Ben Testerman con il punteggio di 6–4, 6–3